# Болгарев, Павел Тимофеевич
Павел Тимофеевич Болгарев (27 августа [8 сентября] 1899, Нижнее, Артёмовский округ — 21 октября 1967, Симферополь) — советский учёный в области виноградарства. Заслуженный деятель науки УССР (1959).

## Биография
Родился в крестьянской многодетной семье. В 1914 году окончил начальную школу. Работал коногоном на шахте. В 1915 году поступил в Таврическую среднюю сельскохозяйственную школу, которую закончил в 1921 году, получив специальность агронома.
В 1923 году окончил агрономический факультет Крымского университета, а в 1923—1925 году — обучается в Крымском институте специальных культур, одновременно работая ассистентом кафедры виноградарства. С мая 1925 года П. Т. Болгарев переходит в Северо-Кавказский сельскохозяйственный институт в Краснодаре.
Вопросам изучения виноградарства и технологий переработки винограда в безалкогольные напитки была посвящена его научная командировка в Италию, Швейцарию, Германию и Австрию в 1928—1929 годах. По возвращении из командировки Павел Тимофеевич работал доцентом кафедры виноградарства и безалкогольной переработки винограда в Кубанском сельскохозяйственном институте. С 1932 по 1941, 1944 по 1967 год заведовал кафедрой виноградарства в Крымском сельскохозяйственном институте, с января 1934 года — профессор. В эвакуации (по июнь 1944 года) профессор П. Т. Болгарев возглавлял кафедру виноградарства Азербайджанского сельскохозяйственного института в городе Кировабаде. После войны вся его жизнь, преподавательская работа и научная деятельность неразрывно связаны с крымским виноградарством. В 1954—1962 годах проректор по учебной и научной работе.
Павел Тимофеевич выполнял большую общественную работу. Он был членом секции садоводства и виноградарства ВАСХНИЛ, членом Всесоюзной ампелографической комиссии, членом редакционной коллегии журнала «Виноградарство и садоводство Крыма», председателем Крымского областного общества охраны природы.
Много сделал П. Т. Болгарев в подготовке научных кадров и виноградарей-практиков. Под его руководством подготовлено свыше 20 кандидатов и 4 доктора сельскохозяйственных наук по специальности «Виноградарство». П. Т. Болгарев скончался 21 октября 1967 года в Симферополе.

## Награды
Награждён орденом Трудового Красного Знамени, медалями «За оборону Кавказа», «За доблестный труд в Великой Отечественной войне», Малой золотой медалью ВСХВ (30.12.1956). Заслуженный деятель науки УССР (1960).

## Научное направление
Труды по вопросам биологии винограда, ампелографии, а также технологии производства безалкогольных продуктов из винограда. Им была разработана теория и практика обрезки и формирования виноградных кустов с учётом разнокачественности почек и др. Разрабатывал новые формы кустов для перевода виноградников на полуукрывную систему ведения кустов и создания высокоштамбовых форм для механизированного сбора винограда. Разрабатывал систему агротехнических мероприятий применительно к природно-климатическим условиям Крыма. Под руководством П. Т. Болгарева проводилась большая работа по сортоизучению винограда. Он был научным консультантом института «Магарач». Павел Тимофеевич поддерживал научные связи с академиями, институтами и опытными станциями по виноградарству и виноделию восьми стран Европы. Автор 96 научных публикаций.
Память о ученом хранит созданная им кафедра и научная школа.

### Труды
- Болгарев П. Т. Агротехника виноградарства Крыма. — Симферополь: Крымиздат, 1946.
- Виноградарство Крыма. Симферополь, 1951;
- Сбор, сортировка, упаковка и хранение столовых сортов винограда. Симферополь, 1956;
- Болгарев П. Т. Виноградарство. — Симферополь: Крымиздат, 1960. — 574 с.
- Болгарев П. Т. Полуукрывная культура винограда. — Симферополь: Крымиздат, 1961. — 21 с.
- Болгарев П. Т., Сарнецкий Г. А. Высокоштамбовые формировки винограда. — Симферополь: Крым, 1967. — 72 с.